# Gare de Hyōgo
La gare de Hyōgo (兵庫駅, Hyōgo-eki) est une gare ferroviaire localisée dans la ville de Kobe, dans la préfecture de Hyōgo au Japon. La gare est exploitée par les compagnies JR West et JR Freight pour le fret, sur la Ligne Sanyō (Ligne JR Kobe) et sur l'embranchement ferroviaire de Sanyō nommé ligne Wadamisaki. Le numéro de gare est JR-A64.

## Situation ferroviaire
Établie à 5 mètres d'altitude, la gare de Hyōgo est située au point kilométrique (PK) 1.8 de la ligne Sanyō et au PK 0.0 pour l’embranchement de la ligne Wadamisaki.

## Histoire
Le 1er novembre 1888, la gare est ouverte par la Sanyo Railway. Le 17 janvier 1995, la gare est fermée à cause du séisme de 1995 à Kobe. En 2003, la carte ICOCA devient utilisable en gare.
En 2015, la fréquentation journalière de la gare était de  21 790 personnes
| 2010   | 2011   | 2012   | 2013   | 2014  | 2015   |
| 21 121 | 21 177 | 21 122 | 21 452 | 21 42 | 21 790 |

## Service des voyageurs

### Accueil
La gare dispose d'un guichet, ouvert tous les jours de 7 h à 21 h, de billetterie automatique verte pour l'achat de titres de transport pour shinkansen et train express. La carte ICOCA est également possible pour l’accès aux portillon  d’accès aux quais.
La gare possède également un coin pour les consignes automatique.

### Desserte
La gare de Hyōgo est une gare disposant de deux quais et de quatre voies. Un quai et une voie sont également disponibles pour la ligne Wadamisaki. La desserte est effectuée par des trains rapides et locaux.
| N° de voie                  | Ligne                     | Direction                   |
| Quais de la ligne JR Kobe   | Quais de la ligne JR Kobe | Quais de la ligne JR Kobe   |
| --------------------------- | ------------------------- | --------------------------- |
| 1・2                        | A JR Kobe                 | Sanomiya - Amagasaki- Osaka |
| 3・4                        | A JR Kobe                 | Nishi-Akashi - Himeji       |
| Quai de la ligne Wadamisaki |                           |                             |
| 1                           | Wadamisaki                | Wadamisaki                  |

Installations et desserte
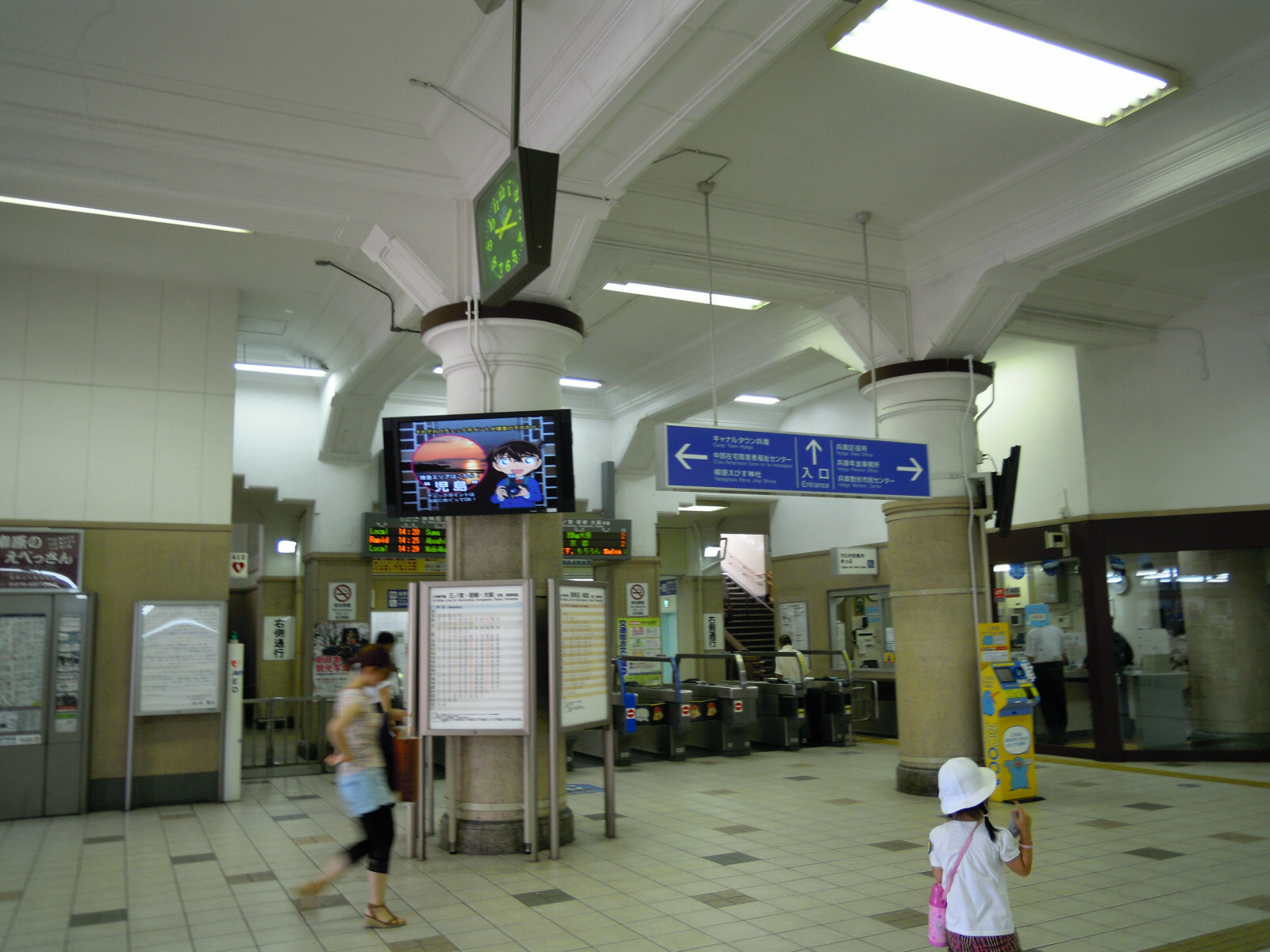
Portillon d’accès principaux pour les quais.
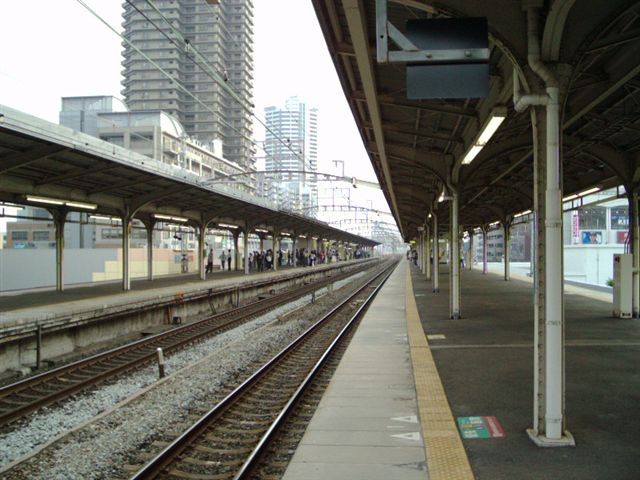
Voies et quais sur la ligne JR Kobe.
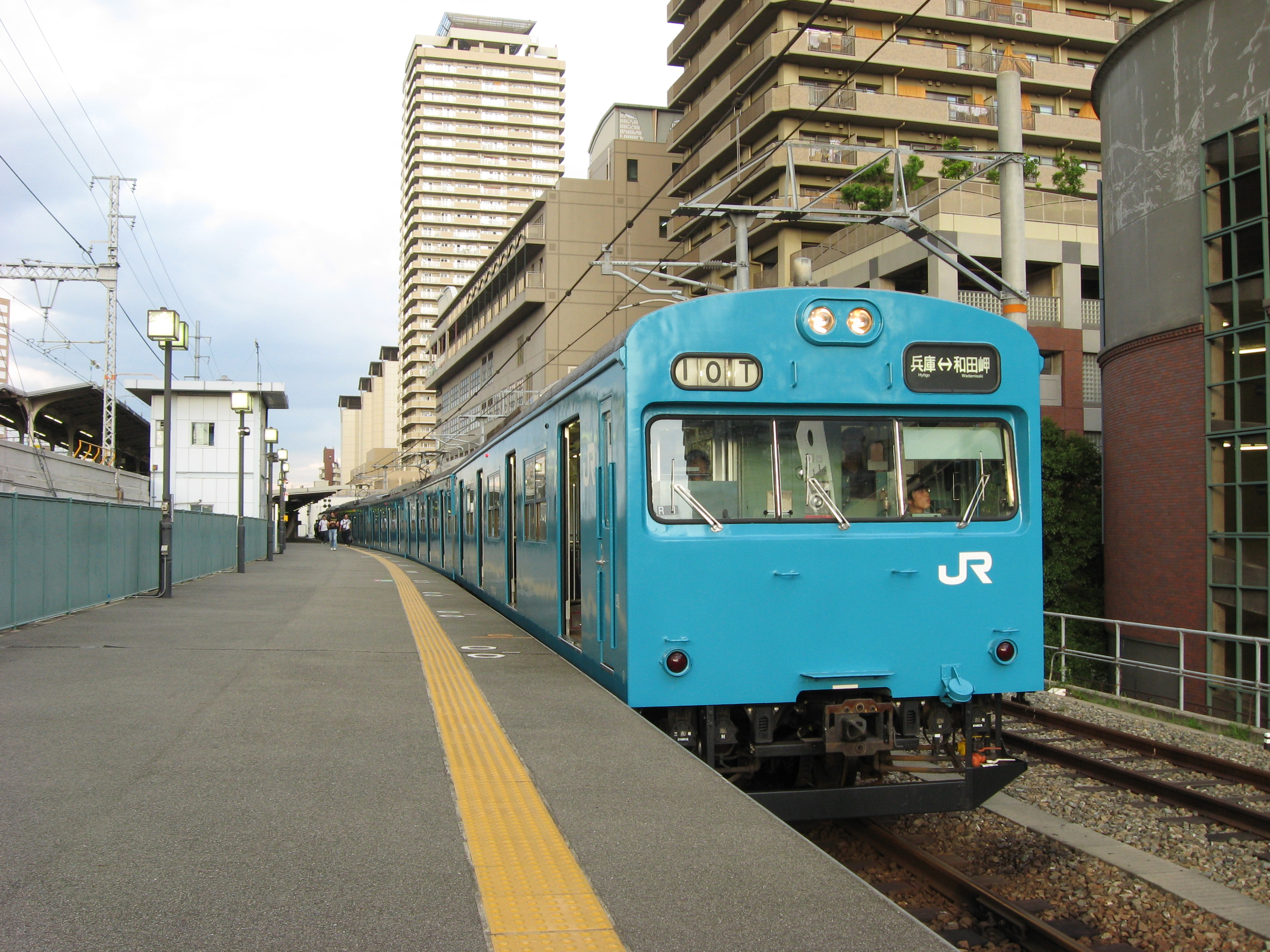
Voie et quai de la ligne Wadamisaki.

### Intermodalité
La gare permet d'accéder à plusieurs lieux remarquables :
- Le sanctuaire shinto hiruko-jinja
- Le temple Fukukai-ji

Un arrêt de bus du réseau de la ville de Kobe est également disponible près de la gare.